# Hyptis capitata
Hyptis capitata es una especie de arbustos anuales erectos, de la familia de las lamiáceas.

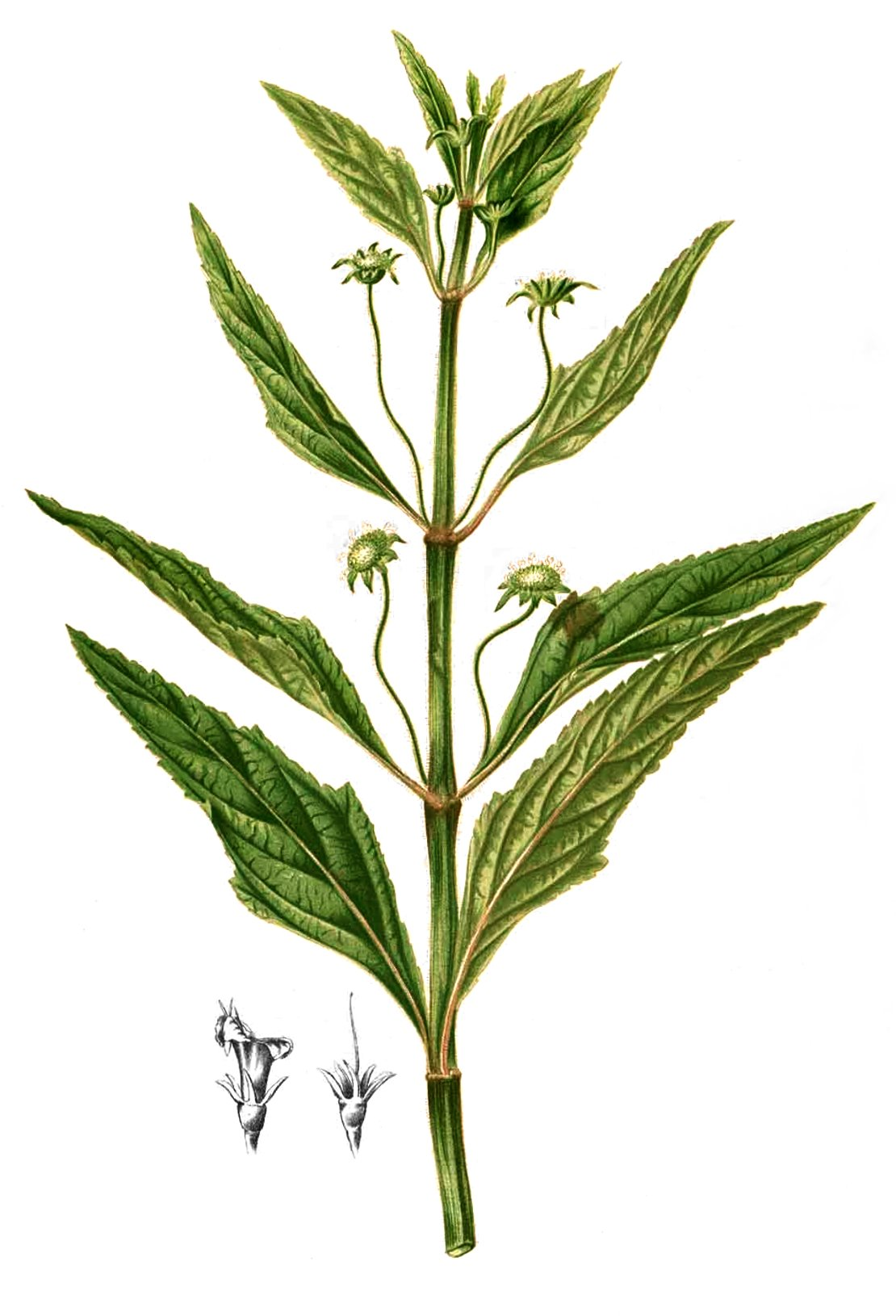
Ilustración

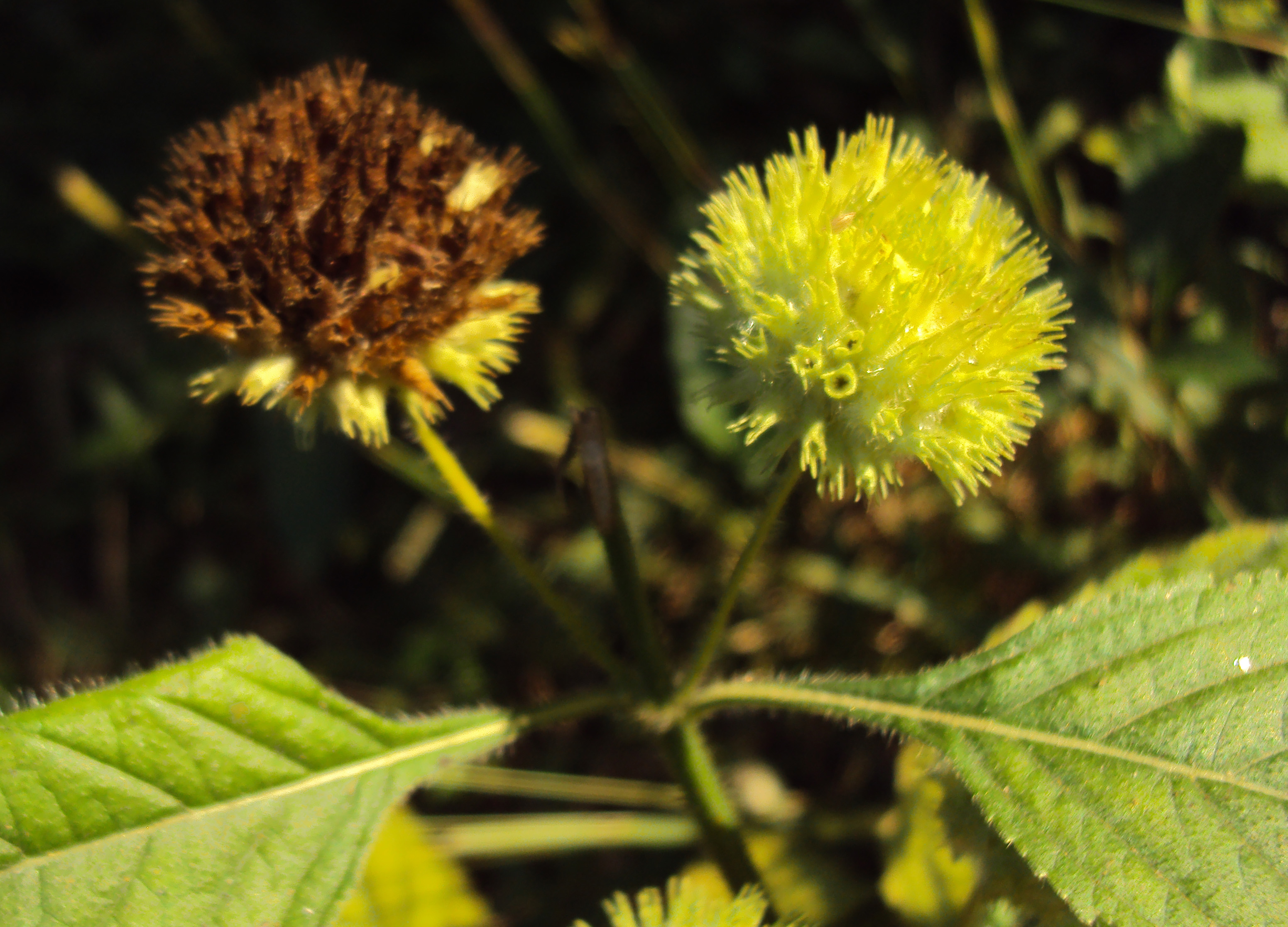
Detalle

## Distribución y hábitat
Es nativa de la Florida, México, América Central, las Antillas y América del Sur, pero naturalizado en Australia, el sudeste de Asia y algunas islas tropicales.

## Descripción
Las plantas crecen hasta una altura de 1,5 metros. Crushed leaves are applied to cuts. Se considera una mala hierba en muchos lugares.

## Propiedades
Las hojas machacadas se aplican a las heridas.

## Taxonomía
Hyptis capitata fue descrita por Nikolaus Joseph von Jacquin y publicado en Collectanea 1: 102–103. 1786[1787].
Etimología
Hyptis: nombre genérico que deriva de las palabras griegas: 
huptios para "vuelto", por la posición del labio inferior de la flor.
capitata: epíteto latíno que significa "con cabeza".
Sinonimia
- Clinopodium capitatum (Jacq.) Sw.
- Hyptis capitata var. mariannarum (Briq.) Briq.
- Hyptis capitata var. mexicana Briq.
- Hyptis capitata var. pilosa Briq.
- Hyptis capitata f. pilosa Donn.Sm.
- Hyptis capitata var. vulgaris Briq.
- Hyptis decurrens (Blanco) Epling
- Hyptis mariannarum Briq.
- Hyptis rhomboidea M.Martens & Galeotti
- Mesosphaerum capitatum (Jacq.) Kuntze
- Mesosphaerum rhombodeum (M.Martens & Galeotti) Kuntze
- Pycnanthemum decurrens Blanco[1]